# Dinsheim-sur-Bruche
Dinsheim-sur-Bruche település Franciaországban, Bas-Rhin megyében. Lakosainak száma 1486 fő (2022. január 1.). Dinsheim-sur-Bruche Bergbieten, Dangolsheim, Flexbourg, Gresswiller, Heiligenberg, Mutzig és Still községekkel határos.

## Népesség
A település népességének változása:
| Lakosok száma | 1388 | 1418 | 1466 | 1476 | 1485 | 1492 | 1515 | 1501 | 1486 |
|               | 2013 | 2015 | 2016 | 2017 | 2018 | 2019 | 2020 | 2021 | 2022 |